# Mondion

Mondion este o comună în departamentul Vienne, Franța. În 2009 avea o populație de 142 de locuitori.